# Vicious (personaje)
Vicious (ビシャス, Bishasu) es el antagonista principal de la serie Cowboy Bebop y de la adaptación para Netflix de 2021.

## Apariencia
Vicious es un hombre alto y delgado, con el pelo largo y tapando parcialmente su cara, de un color grisáceo claro. Posee unas ojeras grandes bajo sus ojos además de un aspecto cansado. La mayoría de las veces, en su hombro se puede ver a un cormorán negro que tiene por mascota.
Su vestimenta se basa en una larga chaqueta de color azul oscuro, con líneas amarillas en la abertura de la chaqueta y en las partes inferiores de las mangas. Se une de un lado a otro con una cadena dorada. El resto de su ropa se compone de una corbata azul, una camiseta marrón, y un chaleco y pantalones de color gris.

## Personalidad
Es presentado como alguien misterioso y frío, siendo para Spike Spiegel como una pesadilla. También es ambicioso, no tiene reparos en asesinar a quien se ponga en medio de él y su objetivo, razón por la cual es temida por la Organización Criminal del Dragón Rojo. 
Además de su sonrisa sicópata, Vicious no sonríe, y se abstiene de pasar tiempo en compañía, estando casi todo el tiempo solo.

## Historia
En 2068, Vicious se había convertido en un miembro fuerte del Dragón Rojo, junto con Spike Spiegel. También conoció y desarrolló una relación con Julia. Debido a sus distintas personalidades, Vicious y Spike desarrollaron una enesmitad, y este intento asesinar a Spiegel en una ocasión. Tras que Spike decidiera huir de la organización tras fingir su muerte, Vicious fui aislado a la guerra de Titán. Allí conoce a un hombre llamado Grencia, contra quien testifica por ser un espía después de la guerra.
Para 2071, Mao Yenrai, uno de los jefes de la Organización, había perdido el respeto por Vicious, y decide firmar una tregua contra una organización enemiga. Sin embargo, Vicious establece medidas, matando a los negociadores y a Mao. A raíz de él, descubre que Spike sigue vivo, y comienza a investigar sobre su paradero para matarlo. Decidió atrapar a Faye Valentine, una de las compañeras de Spike, quien perseguía a Mao por su recompensa. Spike decide salvar a Faye, y tanto Spike como Vicious tienen un corto enfrentamiento, del cual ambos salen heridos, pero ninguno muerto.
Posteriormente, en una luna de Callisto, Vicious es enviado por los Van, los jefes superiores de la Organización ha recoger un encargo de Red Eye, un tipo de droga vía sanguínea a través de los ojos. Sin embargo, antes de llegar con el vendedor, se vuelve a encontrar con Spike, quién también había venido a por el vendedor. Spike intenta matar a Vicious, pero Lin, el guardaespaldas de Vicious, lo impide y acaba muriendo en su lugar. Cuando logra escapar, se reúne con el vendedor, quien resulta ser Grencia, quien tenía una trampa preparada para Vicious. Pese a su intento, Vicious se escapa y Grencia muere delante de Spike, quien envía la nave de Gren con el dentro a la deriva al espacio, ya que fue su último deseo.
Con el tiempo, los Van se dan cuenta de la traición de Vicious, a quien deciden encerrar, para posteriormente ejecutar, para luego enviar a unos hombres a matar a todas las personas relacionadas con Spike. Antes de su ejecución, los secuases de Vicious matan a los Van y sus ayudantes y Vicious es liberado. A raíz de esto, asciende al poder y al poco enfrenta a Spike, quien viene a matar a la Organización después de que estos lograrán exitosamente matar a Julia. En un confrontamiento final, Vicious consigue hacer un corte en el abdomen de Spike con su katana. Pese a su hazaña, Vicious también es herido por una bala de Spike en el corazón, provocando que caiga al suelo y muera.